# Шиели (Акмолинская область)
Шиели́ (каз. Шиелі) — село в Бурабайском районе Акмолинской области Казахстана. Входит в состав сельского округа Атамекен. Код КАТО — 117055900.

## География
Село расположено в юго-восточной части района, на расстоянии примерно 31 километров (по прямой) к юго-западу от административного центра района — города Щучинск, в 13 километрах к юго-востоку от административного центра сельского округа — аула Атамекен.
Абсолютная высота — 381 метров над уровнем моря.
Ближайшие населённые пункты: город Макинск — на юге. 

## Население
В 1989 году население села составляло 231 человек (из них казахи — основное население).
В 1999 году население села составляло 206 человек (106 мужчин и 100 женщин). По данным переписи 2009 года, в селе проживало 211 человек (101 мужчина и 110 женщин).
| Численность населения | Численность населения | Численность населения |
| 1989                  | 1999                  | 2009                  |
| --------------------- | --------------------- | --------------------- |
| 231                   | ↘206                  | ↗211                  |

## Улицы[5]
- ул. Орман
- ул. Орталык
- ул. Школьная